# História de Dourados
Processo histórico e de expansão populacional na cidade de Dourados, Mato Grosso do Sul, Brasil. Foi fundada em 1935, emancipando-se do município de Ponta Porã. Nos anos 70 se definiu como centro regional do sul de MS e começou a se desenvolver, atraindo levas de migrantes, principalmente de estados próximos (SP, PR e RS). Nos anos 2000 ganhou seu primeiro shopping center (Avenida Center) e sua primeira universidade federal (UFGD). Em função do processo de redefinição de uso do solo e consequentemente do seu valor de troca ocorreu um remanejamento (ou afastamento) da população que não pode arcar com os novos preços estabelecidos ou que não pode pagar pela renda da terra.

## Crescimento populacional
De 1940, quando houve o primeiro censo populacional de dourados, até 2022, o último censo, a população pulou de 14.985 para 243.367 habitantes, um aumento de quase 2.000%. Abaixo a evolução populacional de Dourados em 82 anos:
| População censitária (1940-2022) | População censitária (1940-2022) | População censitária (1940-2022) | População censitária (1940-2022) |
| Censo/Ano                        | Total                            | Urbana                           | Rural                            |
| -------------------------------- | -------------------------------- | -------------------------------- | -------------------------------- |
| 1940                             | 14.985                           | 1.821                            | 13.164                           |
| 1950                             | 22.834                           | 4.730                            | 18.104                           |
| 1960                             | 84.955                           | 16.468                           | 68.483                           |
| 1970                             | 79.186                           | 31.599                           | 47.587                           |
| 1980                             | 106.493                          | 84.849                           | 21.644                           |
| 1991                             | 135.984                          | 122.856                          | 13.128                           |
| 1996                             | 153.191                          | 139.695                          | 13.496                           |
| 2000                             | 164.674                          | 149.679                          | 14.995                           |
| 2010                             | 196.068                          | 181.086                          | 14.982                           |
| 2022                             | 243.367                          | Não divulgado                    | Não divulgado                    |

## Primórdios
Fim da Guerra do Paraguai e conquista da região de Dourados pelo Brasil
Ao final da Guerra do Paraguai não houve um tratado de paz entre os países envolvidos (Paraguai, Brasil e Argentina). Embora a guerra tenha terminado em março de 1870, os acordos de paz não foram concluídos de imediato. As negociações foram obstadas pela recusa argentina em reconhecer a independência paraguaia. O Brasil não aceitava as pretensões da Argentina sobre uma grande parte do Grande Chaco, região paraguaia rica em quebracho (produto usado na industrialização do couro). A questão de limites entre o Paraguai e a Argentina foi resolvida através de longa negociação entre as partes. A única região sobre a qual não se atingiu um consenso — a área entre o rio Verde e o braço principal do rio Pilcomayo — foi arbitrada pelo presidente estado-unidense Rutherford Birchard Hayes que a declarou paraguaia.
O Brasil assinou um tratado de paz em separado com o Paraguai, em 9 de janeiro de 1872, obtendo a liberdade de navegação no rio Paraguai. Foram confirmadas as fronteiras reivindicadas pelo Brasil antes da guerra. Estipulou-se também uma dívida de guerra que foi intencionalmente subdimensionada por parte do governo imperial do Brasil mas que só foi efetivamente perdoada em 1943 por Getúlio Vargas, em resposta a uma iniciativa idêntica da Argentina. O reconhecimento da independência do Paraguai pela Argentina só foi feito na Conferência de Buenos Aires, em 1876, quando a paz foi estabelecida definitivamente.
Das Tribos Terenas, Kaiwás e Guaranis a povoado sem importância
O território do atual município de Dourados começa a ter seus contornos com a fixação de famílias não índia no final do século XIX e início do século XX, habitadas por populações indígenas das comunidades, Kaiowá, Guarani e no inicio do século XX vieram também os Terenas. Os seus ascendentes e descendentes estão fixados na reserva indígena, localizada ao lado do perímetro urbano de Dourados. Em 1870, com o término da Guerra do Paraguai, iniciou-se um povoamento não índio mais efetivo nessa região, que foi percorrida também pelos espanhóis e bandeirantes em busca de riquezas naturais.
Do fim do século XIX ao início do século XX, a fazenda é um forte início de ocupação do território pela ausência de povoados e o cavalo sendo o único meio de locomoção. As histórias e lendas contadas na região dão ideia das lutas que se travavam em razão da conquista da terra. Os conflitos ocorrem pelo motivo de os migrantes chegarem em um território que já foi ocupado pelos índios e pela Companhia Mate Laranjeira. Segundo Mercules Ernandes, o povoado que se cria não tem muita importância significativa como residência fixa de um grande número de pessoas, mas sim como um ponto de encontro onde, de tempos em tempos, as pessoas se reúnem em razão do comércio que se desenvolve, ou pelas festas religiosas.
Desde o final do século XIX, dentro da área de atuação da Companhia Mate Laranjeira, especificamente no planalto sedimentar da bacia do Paraná, famílias oriundas do Rio Grande do Sul, Minas Gerais e São Paulo fixaram-se em terras devolutas pertencentes ao território do então município de Nioaque, Mato Grosso. Terras há muito ocupadas pelos índios Guarani que viviam espalhados pela região e utilizavam o território como rota de passagem, principalmente as margens do Rio dos Dourados. Por ser vasto, Nioaque, possuía distritos policiais distribuídos pelo interior, sobretudo em áreas com significativa concentração de indivíduos. Uma dessas áreas, localizada nas proximidades do Rio dos Dourados, recebeu o nome do topônimo originando assim, o distrito policial de Dourados. Perto da sede do distrito policial, em 1903, Marcelino Pires, um paranaense, se instala e toma posse de alguns hectares de terra conhecidos, na época, como Fazenda Alvorada.
No início do século XX, a falta de estradas dificultava o acesso à região. Por isso, foi só depois da abertura da estrada do Porto Quinze, em 1907, que várias famílias vieram para o distrito – a de Manoel Santiago de Oliveira no mesmo ano; a de Januário Pereira de Araújo em 1908; a de Paulo Hildebrando, João Zeferino de Almeida, José Alves Leite, João Teodoro, Joaquim Paulino, Manoel Batista e Francisco de Matos, todos em 1909. (Ernandes, 2010, p. 24).
Em 1909, cerca de 50 pioneiros (destacava-se nesse grupo Marcelino Pires, Januário Pereira de Araújo e Joaquim Teixeira Alves) que iniciam um trabalho apoiado na criação de um patrimônio. Januário Pereira de Araújo construiu uma casa que seria a primeira edificação da atual Avenida Marcelino Pires, onde depois se edificou o Bar e Restaurante Meu Cantinho. O patrimônio foi fundado por Marcelino Pires e recebeu o nome de Vila das Três Padroeiras. As solicitações para a criação do patrimônio não estiveram livres de dificuldades, pois a empresa Mate Laranjeiras, a qual essas terras pertenciam, impediu que fosse registrado. Marcelino Pires conseguiu, através da proposta feita pelo governador, o registro da posse e conseguiu doar em 1910 3.600 hectares de terra para criar um patrimônio, cuja área foi tombada pelo Tenente Antônio João Ribeiro. Com seus auxiliares Marcelino Pires fez mais dois pedidos ao governador: criação de um Patrimônio Indígena e criação de uma Colônia Estadual.
Distrito de Paz e fundação do município de Dourados
Pela da Lei nº 658, de 1914, Dourados é elevado a distrito do município de Ponta Porã, e sua abrangência incluía os dois distritos policiais existentes na época (que foram criados em 1910). Foi aí que surgiu o Distrito de Paz. Nessa época algumas pessoas já haviam fixado residência com suas famílias na região (o mineiro José Serrano se fixou em Iguaçu). Pelo decreto n° 402 de 3 de setembro de 1915, é reservado 3.600 hectares do município de Ponta Porã, para o patrimônio da povoação de Dourados.
Em 1920 Dourados recebe mais um impulso para seu crescimento, quando é criado a Agência dos Correios e Telégrafos, a organização da comissão para da igreja e a criação do primeiro time de futebol. A vila se desenvolvia quando, pelo decreto estadual de nº 30 de 20 de dezembro de 1935, foi oficialmente criado o município de Dourados, desmembrado de Ponta Porã. Tinha uma população estimada em 20 mil habitantes e sua área compreendia 21.250 quilômetros quadrados (limitava-se com o município de Ponta Porã, Maracaju, Entre Rios (atualmente Rio Brilhante) e com estado do Paraná). Seu primeiro prefeito nomeado foi João Vicente Ferreira. Após a emancipação, foi administrada por uma junta formada por Nelson de Araújo, Onofre Pereira de Matos e Ciro Melo (estes exerciam a função do legislativo).
A área da Colônia Agrícola de Dourados era de 409.000 hectares (com um excedente de 109.000 ha referente à área reservada pelo decreto que a criou) e possuía aproximadamente 10 mil famílias. A distribuição e titulação dos lotes foi feita de uma forma que evitasse que os mesmos fossem vendidos antes de doze meses. A Colônia Agrícola Nacional de Dourados atraiu para a região muitas levas de imigrantes (japoneses principalmente) e brasileiros, que cultivavam café. Com a criação da Colônia Nacional vieram companhias de colonização privadas que acabaram adquirindo extensas áreas (florestas, governo ou particulares) e as loteavam e se inspiraram nos modelos de colonização paulista e paranaense.
A Colônia Municipal de Dourados se originou de uma área de 50 mil hectares criada em 1923 no município de Ponta Porã. Em 1935, com a criação do município de Dourados integrou o mesmo. O regulamento da Colônia Nacional só foi estabalecido em 1946. Na área que originou a Colônia Municipal se originou a cidade de Itaporã. Tanto a Colônia Federal quanto a Municipal estavam praticamente isoladas, pois quase não existiam estradas que ligassem ambas à ferrovia, que dificultava o escoamento da produção da região.

## Progresso e desenvolvimento

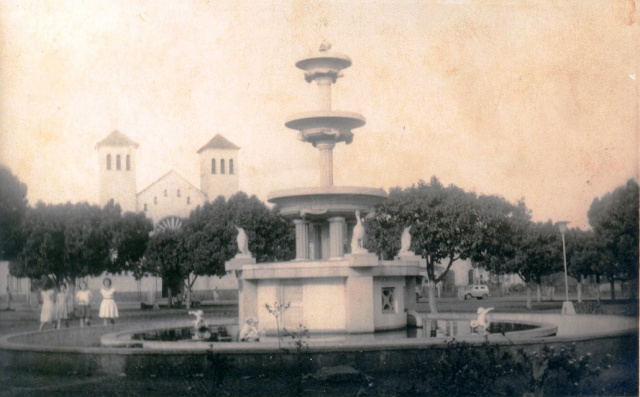
Praça Antônio João na década de 1940

A dinâmica de atuação do poder público e o processo de expansão territorial urbana.
Em 1940 ocorre o primeiro censo municipal de Dourados, que totaliza 14.985 habitantes (sendo apenas 1.821 habitantes urbanos e 13.164 da zona rural). Vale ressaltar que não é possível resgatar o papel desempenhado pelos agentes imobiliários em Dourados sem nos reportarmos ao processo histórico, sobretudo se considerarmos que as oportunidades de realização de negócios descortinadas nesse centro urbano em crescimento, já na década de 1940, atraíam a atenção de empreendedores do ramo imobiliário, principalmente de Campo Grande, que passaram a investir na abertura de loteamentos urbanos na cidade. A energia elétrica foi instalada no início da década de 1940, com a construção, na cidade, da Usina Termelétrica Filinto Müller. Essa termelétrica, além de estar sujeita a freqüentes panes (Esse problema persistiu até o final da década de 1960, conforme pudemos acompanhar em matérias divulgadas, na época, pela imprensa escrita), tinha seu fornecimento restrito a apenas algumas horas diárias.
A década de 1940 foi marcada também pelo lançamento dos primeiros loteamentos urbanos em Dourados. Contudo, como consequência da política de aforamento ainda adotada, esses loteamentos tiveram, na ocasião, mercado local bastante restrito. Visando contornar esse obstáculo, foi adotada a estratégia de venda de lotes em outros mercados, sobretudo os de Campo Grande-MS e do interior paulista. Em face dessa nova realidade, ocorreu uma rápida elevação de preços dos lotes, propiciando o surgimento de um novo agente no processo de produção do espaço urbano: o proprietário absoluto de lotes urbanos, com autonomia de posse e domínio, uma vez que a propriedade é uma forma de apropriação reconhecida socialmente. Essa dinâmica acabou por incentivar os proprietários de chácaras localizadas próximas à cidade (adquiridas, em sua maioria, por intermédio do aforamento) a se tornarem também loteadores.
Em 13 de setembro de 1943 foi criado o Território Federal de Ponta Porã pelo presidente Getúlio Vargas, que abrangia os municípios de Dourados, Porto Murtinho, Miranda, Nioaque, Bela Vista, Ponta Porã, Maracaju e Bonito (sendo Ponta Porã sua capital). Este durou apenas três anos (1943 a 1946). Em 7 de janeiro de 1947 é reintroduzido ao estado de Mato Grosso. Novos impulsos progressistas vieram com a criação das Colônias Agrícolas Nacional e Municipal de Dourados, além de colônias particulares. A Colônia Nacional foi criada em 28 de outubro de 1943, no recém criado Território Federal de Ponta Porã. Após a extinção do Território em 1946, a área reservada para a colônia foi reconhecida pelo Estado, permanecendo como estava antes. Da Colônia Nacional faziam parte duas cidades projetadas: Vila Brasil (atualmente Fátima do Sul) e Vila Glória (atualmente Glória de Dourados). Em 12 de março de 1946, pelo Decreto-lei n.° 9 055, é criado a Comarca de Dourados.
Anos 50 - criação de loteamentos e desenvolvimento urbano
Em 1950 a população já somava 22.834 habitantes, sendo 4.730 na cidade e 18.104 habitantes no campo. A partir do início dos anos 1950, os proprietários de chácaras, principalmente as localizadas próximo ao núcleo urbano, desmembraram suas propriedades em lotes, inserindo-se no ramo da transação imobiliária. A atuação desses agentes loteadores fez com que, na década de 1950, ocorresse a implantação de 49 loteamentos aprovados pela Prefeitura Municipal. Os loteamentos implantados nessa década eram, em sua grande maioria, realizados por engenheiros ou firmas de outras localidades, principalmente Campo Grande, São Paulo e Cuiabá. Por outro lado, o grande volume de lotes pertencentes a proprietários que não residiam em Dourados instigou a prática da ocupação e o surgimento de posseiros na cidade.
Na década de 1950, a prática especulativa e os vazios urbanos dela decorrentes geraram insatisfação na comunidade local, que começou a pressionar as autoridades para que fossem tomadas providências, evitando-se, ao menos temporariamente, a aprovação de novos loteamentos. A primeira iniciativa do poder público municipal nesse sentido data de 1951, com a criação da Comissão de Urbanização de Dourados, que visava verificar as plantas dos loteamentos e observar o cumprimento da continuidade do arruamento. No entanto, essa Comissão era composta por pessoas leigas, que não tinham critérios para analisar os projetos de loteamentos, pouco influindo na promoção de melhorias. Isso sem considerar o fato de que, muitas vezes, o critério era político, privilegiando os aliados do prefeito, em detrimento da adequação do projeto apresentado.
Uma outra tentativa para buscar disciplinar o parcelamento do solo urbano aconteceu através da lei n.º 266 (aprovada pela Câmara dos Vereadores), estabelecendo que seriam aprovados apenas os loteamentos que seguissem as determinações da Seção de Engenharia da Prefeitura Municipal, ou seja, que tivessem demarcação de lotes, quarteirões, arruamento e memorial descritivo aprovado por profissionais registrados no CREA. O não-cumprimento dessas exigências implicaria na cassação dos registros de alvará. Em 1954 a Colônia Agrícola Nacional de Dourados passa a se chamar Núcleo Colonial de Dourados com a criação do Instituto Nacional de Imigração e Colonização. Em 1958 instalou-se, na cidade, a primeira agência bancária - Banco do Brasil. No mesmo ano foi implantada também a Companhia Telefônica de Dourados S/A (empresa privada beneficiária da concessão da Prefeitura Municipal de Dourados), inaugurando o serviço telefônico local.

## Consolidação regional
Anos 60 - aumento populacional
Em 1960 Dourados já concentrava 84.955 habitantes, sendo 16.468 em zona urbana e 68.483 na área rural (80,62% do total, o maior índice da história do município), o que era notório que a maioria da população ainda morava no campo. Nos anos 60 Dourados sofreu um crescente aumento populacional, graças à migração e imigração que ocorreu na região (a maioria era proveniente do Rio Grande do Sul), mas já contava com uma população de migrantes: nordestinos (que se radicaram na Colônia Nacional de Dourados à agricultura de pequeno porte) paulistas, catarinenses e paranaenses (que se dedicaram à atividades comerciais relacionadas à agricultura); e imigrantes: japoneses e paraguaios. Dourados nessa época também era o município mais populoso de todo o estado de Mato Grosso, suplantando então Campo Grande e Cuiabá (esta a capital do estado).
Por outro lado, até meados da década de 1960, Dourados não contava com pavimentação asfáltica em nenhuma de suas vias, inclusive na via principal – a Avenida Marcelino Pires. Quando comparado à década anterior, na década de 1960 ocorreu uma redução de 69,4% no número de loteamentos lançados na cidade, sendo implantados apenas quinze loteamentos, enquanto na década de 1950 foram implantados quarenta e nove. A aprovação da lei n.º 476, de 26 de maio de 1965, marcou uma outra iniciativa do poder público local em busca do disciplinamento do uso do solo urbano, estabelecendo os primeiros Código de Postura e Código de Obras do município. No entanto, tais iniciativas não decorreram apenas de pressões realizadas em nível local, sendo importante lembrar do que afirma Sposito:
“... no nível federal, cujas repercussões se fazem sentir muito rapidamente ao nível municipal, o golpe militar de 1964, que trouxe a reboque uma onda de ‘moralização’ para ampliar a capacidade de arrecadação, via impostos, pelo poder público, provocou a regularização nos anos subseqüentes, de loteamentos, lotes e até de áreas devolutas no interior do perímetro urbano...”.
Em 1966, a Teleoeste (também empresa privada, com sede em Campo Grande) assumiu o serviço de telefonia. Contudo, em razão da precariedade do serviço oferecido, não era possível fazer ligações interurbanas. Apesar de o setor imobiliário já apresentar certa dinâmica, até o final dos anos 60, ainda se enfrentavam algumas limitações decorrentes da existência de uma demanda diminuta por imóveis, restringindo-se praticamente à venda de terrenos não edificados. Vale ressaltar que, sobretudo a partir da segunda metade do período referido, a economia regional começou a perder seu dinamismo, em razão do esgotamento do movimento colonizador, o que se refletiu no espaço urbano. Até o final da década de 1960, a cidade também não contava com serviço de saneamento ou fornecimento de água tratada (a provisão de água acontecia por meio da perfuração de poços particulares).
Anos 70 - consolidação de um pólo regional
No decorrer dos anos 1960, houve o desmembramento de alguns municípios de Dourados, redundando na redução da população para 79.186 habitantes na década de 1970 (uma diminuíção de 5.769 habitantes com relação ao censo de 1960). Nos anos 70, a situação tornara-se mais complexa com a ampliação do contingente populacional. Em razão do preço das terras serem mais baixos e abundantes, começam a chegar os migrantes da região sul (especialmente gaúchos) e introduziram na região uma cultura agrícola que consiste no tratamento do solo de alto nível e elevam a área plantada de 3.500 para 134 mil ha. No antigo Núcleo Colonial de Dourados a luta pela posse dos lotes se intensifica, com formação de novas áreas de plantio ou de fazendas de criação. A introdução da lavoura tecnificada redefiniu a inserção da região na divisão territorial do trabalho, transformando-a em um espaço especializado na produção capitalista de carne bovina e grãos, visando atender à demanda do mercado internacional, atraindo uma mão-de-obra mais qualificada, ligada ao delineamento do que Santos denominou de meio técnico-científico-informacional (engenheiros agrônomos, topógrafos, veterinários, contadores, médicos, professores universitários, entre outros) cujo destino passou a ser a cidade de Dourados que, justamente nesse momento, vivia um grande dinamismo, em razão das intervenções federais, sendo os financiamentos habitacionais, as de maior impacto no período.
Em 1970 o Instituto Nacional de Imigração e Colonização passa a se chamar Instituto de Colonização e Reforma Agrária (INCRA). O intenso crescimento populacional não se restringiu apenas à área rural da região, atingindo também o setor urbano de Dourados, o que desencadeou o início desenfreado de novas construções. Em 1973, o INCRA finaliza a criação para o estado do Projeto Fundiário do Sul de Mato Grosso. Em 1976 é implantado na cidade o Projeto Fundiário de Dourados (que passa a administrar também o Núcleo Colonial de Dourados). A iniciativa de colonização do INCRA originou também as cidades de Deodápolis, Douradina, Fátima do Sul, Glória de Dourados e Jateí. Contribuiu também para o desenvolvimento de Dourados e transformando o estado em um dos maiores centros agropecuários do estado e do país. O INCRA abriu 1.200 km de estradas (três delas transformadas em estradas estaduais), além de trazer a rede tronco de energia elétrica de Campo Grande para Dourados. A Colônia Nacional de Dourados (dentre as colônias criadas pelo Governo Getúlio Vargas), foi a que mais se desenvolveu e teve destaque. Atraiu muitos brasileiros (nordestinos em especial), que não tiveram êxito em outras colônias. Graças às colônias agrícolas, Dourados teve seu desenvolvimento impulsionado, transformando a cidade em um centro agrícola nacional.
Nesse mesmo período desencadeou-se na região a expansão de um sistema agrícola ligado aos interesses agroindustriais. Na porção sul de Mato Grosso do Sul, a expansão desse sistema foi resultado da convergência simultânea de três processos desencadeados a partir do final dos anos 60: o esgotamento da fronteira agrícola no Rio Grande do Sul, a expansão vigorosa do mercado internacional da soja; e as políticas do Estado Desenvolvimentista de incentivo a expansão da agricultura capitalizada para exportação, com forte incidência na região em tela.
Foi nesse contexto que Dourados começou a assumir o papel de pólo regional do sul do estado de Mato Grosso, uma vez que o próprio crescimento demográfico impulsionou a criação de um mercado consumidor, viabilizando a expansão da atividade comercial. A cidade passou a concentrar, ainda, comerciantes e proprietários de máquinas agrícolas que intermediavam a produção dos lavoureiros da colônia. Contudo, foi a partir do início dos anos 1970, que esse quadro tornou-se mais complexo, com a entrada no mercado imobiliário de um agente com grande capacidade de intervenção e investimento (o BNH), ampliando repentinamente o ritmo e a capacidade de produção habitacional na cidade até então pequeno. O dinamismo que se consubstanciou em face dessas intervenções, especificamente no setor habitacional, contribuiu para impulsionar o papel do setor imobiliário. A produção em maior escala, impulsionou e dinamizou as atividades do setor que se restringia a transações baseadas majoritariamente na compra e na venda de lotes não edificados. Porém, a implantação dos conjuntos habitacionais, via BNH, interveio nesse quadro, ou seja, a partir daquele momento tornaram-se significativas as transações comerciais (compra, venda, aluguel) envolvendo edificações, pois as unidades residenciais implantadas passaram a ser objeto de negociação. A atuação do BNH via implantação de unidades residenciais, impulsionou também a dinamização de instituições envolvidas no ramo da comercialização imobiliária, como: corretoras, empresas construtoras, incorporadores, investidores, proprietários fundiários proprietários de grandes áreas na cidade, entre outras, caracterizando uma complexa rede de relações entre os diferentes agentes envolvidos no processo de produção, apropriação e consumo do espaço urbano.
Os anos 1970 marcou ainda o início do processo de produção verticalizada em Dourados, que pode ser definido em três etapas que, por sua vez, foram marcadas pela atuação mais expressiva de três empresas incorporadoras. Em sua primeira etapa, essa forma de manifestação da dinâmica imobiliária foi desencadeada por agentes externos à cidade. A construção do Edifício Eldorado, em 1973, marcou o início do processo de verticalização na cidade. Segue:
“Esse empreendimento pioneiro foi o resultado de investimentos de uma empresa de Campo Grande – a companhia Matogrossense de Habitação Ltda. Tratava-se de um edifício residencial com cinquenta e seis apartamentos distribuídos em sete andares”.
O edifício Eldorado apresentou inúmeros problemas (falhas no projeto, problemas hidráulicos, elétricos e nos elevadores, problemas de financiamento, entre outros), até ser concluído (depois de oito anos) pela empresa Residência e Companhia de Crédito Imobiliário de São Paulo, após ser arrematado em leilão. Posteriormente, em 1975, a TELEMAT (Telecomunicações de Mato Grosso) assumiu o sistema de telefonia.
Em 1976 ocorreu o lançamento do primeiro edifício comercial - de escritórios - promovido por agentes locais: o Empreendimento Imobiliário Rigotti Ltda (edifício Adelina Rigotti, com onze andares e 54 apartamentos), que assumiu o papel de incorporador, e a PROJECON (Projeto, Estrutura, Construções, Indústria e Comércio Ltda.), que assumiu os encargos da construção. Após esses dois lançamentos, houve uma interrupção no processo, em razão, sobretudo, de mudanças na legislação local. Em 11 de outubro de 1977, Dourados passa a fazer parte do atual estado de Mato Grosso do Sul e em 1978 foram implantados os serviços telefônicos DDD e DDI. Em 1979, foi aprovada a lei n.º 1040 (resultado do trabalho da equipe do arquiteto e urbanista Jaime Lerner, ou seja, das propostas do Plano de Complementação Urbana de 1978) que ao regulamentar o zoneamento do uso do solo urbano e o sistema viário, conteve a tendência à verticalização. De acordo com essa lei, a autorização para a construção de edifícios ficou restrita à zona central, à zona de serviços I e à zona de média densidade I. Além disso, a altura máxima admitida era de até seis pavimentos.

## Desenvolvimento verticalizado
Anos 80 e 90 - edifícios mais altos e consolidação urbana de uma cidade de 100 mil habitantes
Em 1980, o município de Dourados ultrapassa pela primeira vez os 100 mil habitantes, atingindo 106.493 habitantes, segundo o IBGE, sendo também nesse período a população urbana ultrapassa o campo (84.849 contra pouco mais de 20 mil habitantes rurais). Entre 1970 e 1980, ou seja, num período de apenas dez anos, a cidade de Dourados apresentou um crescimento absoluto de 53.250 habitantes, enquanto o campo vivenciou, no mesmo período, um decréscimo absoluto de 25.953 habitantes. Mesmo considerando a possibilidade de todo esse contingente ter sido atraído para a cidade de Dourados, ainda teríamos um excedente absoluto de 27.307 habitantes (isso sem considerar o crescimento vegetativo), o que evidencia que Dourados iniciou, no período em questão, um processo de recebimento de um contingente populacional vindo de outras cidades do próprio estado ou de outros estados do País.
Enquanto o meio rural continuou decrescendo em termos populacionais no período seguinte (1980-1991), com um decréscimo de 8.516 habitantes, a população urbana cresceu em 38.007 habitantes (totalizando 135.984 habitantes em todo o território). Em decorrência das restrições impostas pela legislação, no período de 1977 a 1984, não houve lançamento de edifícios na cidade. Contudo, a partir de 1985, uma segunda etapa desse processo foi retomada, com o lançamento do edifício Dourados I pela incorporadora Katu Comércio e Incorporação de Imóveis Ltda, de Presidente Prudente-SP. No ano de 1986, a Katu lançou mais dois edifícios (A Katu lançou cinco edifícios na cidade, contudo, apenas o Dourado I foi concluído por ela). Apesar de seus apartamentos já se encontrarem vendidos, a empresa deixou a cidade, no ano de 1988, ocasião em que o término das obras iniciadas foi assumido pela BRASTEC Engenharia Construtora Ltda (de Londrina–PR), passando a articular, juntamente com as construtoras e as imobiliárias locais, tentativas de mudanças na legislação urbanística com a justificativa de que a lei n.º 1040, além de ser um entrave ao processo de “crescimento”, “desenvolvimento”, ou mesmo ao “progresso” e “modernização” da cidade, não contribuía para a geração de novos postos de trabalho. Dessa mobilização resultou a elevação da altura máxima para doze pavimentos, por meio da lei n.º 1.376, de 13 de junho de 1986 (situação que permanece até os dias atuais). As mudanças decorrentes dessas articulações resultaram no lançamento de nove novos edifícios no período de 1986 a 1992. Além das mudanças na legislação, o lançamento do Plano Cruzado (em 1 de março de 1986) foi o grande estimulador desse processo. Os ganhos possibilitados pela correção monetária, envolvendo aplicações financeiras em situação de elevada inflação, caíram por terra, fazendo com que os investidores passassem a buscar outras formas de remuneração do seu capital e de seus investimentos, destacando-se os investimentos no ramo imobiliário, considerando a ausência de correção monetária e taxas de juros controladas (6% ao ano) impostas pelo Plano. Como decorrência dessa situação, dos nove edifícios lançados na cidade de 1986 a 1992, 66,66% foram lançados em 1986, no auge do Plano Cruzado.
Depois de conseguir a mudança na legislação, os agentes imobiliários passaram a gestionar para a ampliação da área permitida para a construção de edifícios, o que resultou na lei n.º 1.628, de 1990, através da qual a zona de serviços II passou a fazer parte da área permitida para a construção de edifícios. No ano de 1991, por intermédio da lei complementar de 8 de maio (que dispôs sobre o zoneamento e o sistema viário do município), essa área é novamente ampliada, abrangendo também a zona de média densidade II. Esses determinantes marcaram a terceira etapa no processo de verticalização na cidade, etapa esta reforçada com a chegada da Encol S/A (Engenharia, Comércio e Indústria) em 1992. Inicialmente a atuação da empresa na cidade se deu através da Colméia Imóveis, representante autorizada na venda dos apartamentos da Encol. Respaldada pela condição de maior empresa do ramo da construção civil do País, utilizando-se largamente de marketing e propaganda e de várias formas de comercialização de seus apartamentos (troca por gado, soja, etc.), a Encol não encontrou dificuldades para entrar no mercado de Dourados. Ao atuar como incorporadora, administradora e construtora, procurava uma demanda menos atingida pelas repercussões do Plano Collor II e mesmo do Plano Real. Apesar de sua aparente solidez, a Encol finalizou apenas um dos sete edifícios lançados (o Maison D’Or, de 1993), lesando com a decretação de sua notória concordata, cerca de 300 mutuários na cidade. Após decretada a falência, as obras dos edifícios inacabados foram assumidas por empresas de capital local (Contato Empreendimentos Imobiliários, Construtora Prolaje e Construtora Riwal Ltda) e mesmo pelos próprios condôminos, sendo que um dos edifícios encontra-se com as obras paralisadas por decisão destes.
Outro aspecto da contradição pode ser apontado quando consideramos que, de acordo com levantamento realizado pela Prefeitura Municipal, em 1996 mais de 46% do total da área loteada da cidade encontrava-se vazia, ou seja, cerca de 24 mil lotes. Esse levantamento aponta que o perímetro urbano conta com 161 loteamentos cadastrados, totalizando 52 mil imóveis. Destes, 28 mil estão ocupados, perfazendo 53,84% do total loteado. No entanto, 24 mil lotes ainda estão vazios, o que corresponde a 46, 16% do total.

## Novos rumos e serviços

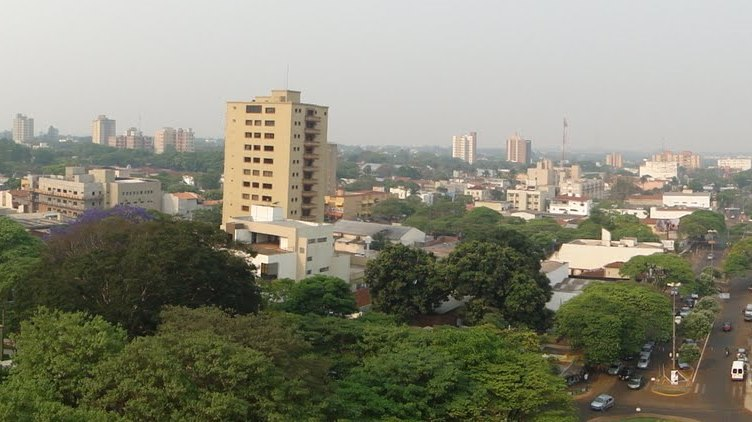
Vista do centro de Dourados atualmente.

Anos 2000 - shopping e universidade federal
A partir de 1999, o município vive uma nova fase em termos de industrialização, principalmente no setor de processamento de cana para produção de açúcar e álcool. Várias empresas se instalam na cidade, entre elas várias concessionárias de automóveis importados (Mazda, Citroen, Peugeot, entre outras). No censo de 2000 a população do município foi de 164.674 habitantes e no censo de 1010 foi de 196.068, um aumento de 31.394 habitantes.
Em 2005 é criada a Universidade Federal da Grande Dourados, o que possibilitou a cidade fortalecer sua vocação universitária. Com ela Dourados passou a dispor de duas universidades públicas com sede na cidade, fora outras faculdades privadas. Em 6 de junho de 2006, depois de 23 meses de construção, é inaugurado o Shopping Avenida Center. O shopping provocou a abertura, ou até mesmo, o deslocamento de unidades e filiais de lojas do centro, impondo uma mudança no cotidiano dos consumidores desses estabelecimentos que migraram para o shopping, ou que se deslocaram dentro do próprio centro tradicional. 
Anos 2010 - reestruturação urbana
A partir de 2010 começa a tomar corpo a reestruturação urbana de Dourados. Nesse sentido, observamos a mobilidade da centralidade urbana perpassando os limites territoriais do centro, seja por meio da especialização de áreas próximas do centro tradicional, seja pelo surgimento do que estamos chamando de sub-centros. Este último, marcando também, um processo de redefinição no espaço urbano.
Essa especialização é possível de ser percebida na cidade de Dourados ao observarmos as antigas e novas formas de uso e ocupação do solo urbano, a exemplo, as ruas Hayel Bon Faker, com o comércio de implementos agrícolas, a Rua João Rosa Góes, marcada pelos consultórios médicos, clínicas e hospitais. E também, no tocante às áreas apropriadas pelo capital imobiliário para loteamentos de alto padrão residencial, o que acentua o afastamento socioespacial dos que não podem pagar pelos elevados preços da terra nessas localidades.